# Inigo Campioni
Inigo Campioni (Viareggio, 14 de novembro de 1878 – Parma, 24 de maio de 1944) foi um oficial naval italiano que comandou as forças da Marinha Real Italiana no início do envolvimento da Itália na Segunda Guerra Mundial.

## Biografia
Inigo Campioni nasceu na cidade de Viareggio, na Toscana, em 14 de novembro de 1878. Ele entrou na Academia Naval italiana em 1893 e se formou em 1898 como aspirante. Foi promovido a tenente em 1905 e participou da Guerra Ítalo-Turca a bordo do cruzador blindado Amalfi. Na Primeira Guerra Mundial, Campioni primeiro serviu a bordo dos couraçados Conte di Cavour e Andrea Doria, sendo promovido a capitão de corveta em 1916 e recebendo o comando do contratorpedeiro Ardito.
Ele foi promovido a capitão de fragata em 1919 e depois capitão completo em 1926. Campioni serviu durante um período como adido naval em Paris e em 1929 recebeu o comando do couraçado Duilio. Em seguida assumiu o posto de chefe do estado-maior da 1ª Esquadra Naval, foi promovido a contra-almirante em 1932 e almirante de divisão dois anos depois, quando tornou-se o chefe do estado-maior do Ministério da Marinha. Campioni foi promovido a almirante de esquadra em 1936 e dois anos depois assumiu a função de vice-chefe do estado-maior da Marinha Real Italiana e novamente comandante da 1ª Esquadra.
Campioni estava no comando da Marinha Real no início da Segunda Guerra Mundial. Ele comandou a frota italiana na Batalha da Calábria em julho de 1940 e na Batalha do Cabo Spartivento em novembro. Foi tirado do comando em dezembro e retornou para a posição de vice-chefe do estado-maior da marinha, exercendo este posto até novembro do ano seguinte, quando foi nomeado governador das Ilhas Italianas do Egeu e comandante das forças armadas na região. A Itália se rendeu em setembro de 1943 e Campioni foi capturado pelos alemães, porém se recusou a colaborar com a República Social Italiana e foi enviado para um campo de concentração. Foi julgado traidor por um tribunal extraordinário e executado em 24 de maio de 1944.